# 最後的制服
《最後的制服》是日本漫畫家袴田米良所畫的校園百合漫畫。

## 簡介
《最後的制服》在芳文社漫畫雜誌《Manga Time Kirara Carat》2004年4月號至2006年11月號連載，另外在同雜誌的《Manga Time Kirara MAX》創刊號（2005年10月號）上也連載過。單行本全3冊皆已發行，新裝版全2冊皆於2011年4月12日發行。台灣繁體中文版由尖端出版發行，英文譯名為《Our Last Season》；英文版由Seven Seas Entertainment發行，英文譯名為《The Last Uniform》。

## 登場人物
葛良紅子
椿丘女子高等學園2年級學生，女生宿舍副舍監，美術社的幽靈成員。身材高挑，黑色長髮。個性沉穩溫柔。學業及體育成績都優秀，是許多學妹的偶像。為了避免被學妹騷擾，很少出現在美術社。大學入學考試時與小紡報考同一所大學，有上榜。
上有一個雙胞胎哥哥，從小罹患一種不明原因的怪病，經常突然失去意識而昏倒，最後因昏倒時頭部受撞擊而死。他死時紅子短暫離開他身邊，此事成為紅子心中永遠的陰影。
加瀨紡
椿丘女子高等學園2年級學生，小名「小紡」，弓道社社員，黑色短髮、貧乳。在紅子轉入椿丘女子高等學園時帶紅子認識校內環境，與紅子住同一間寢室，是紅子的單戀對象。個性單純，心直口快，心事全寫在臉上。家中有父母與一個長得很像的弟弟。大學入學考試時與紅子報考同一所大學但落榜，而且沒考上報考的任何一所大學。
佐原藍
椿丘女子高等學園1年級學生，小名「小藍」，藍色長髮，中學時紮雙麻花辮、戴著厚鏡片的眼鏡度過三年，升高中後改戴隱形眼鏡、長髮加短雙馬尾。
她原本是作者最初設定的主角；但隨著其他角色陸續登場，就變成無固定主角。
山田楓子
椿丘女子高等學園1年級學生，小名「小楓」，田徑社社員，黃色短髮、貧乳。個性是冒失娘。是個麻煩製造者，是小藍的單戀對象。在母親康復後搬回愛媛縣與母親同住，離開椿丘女子高等學園，但仍以書信與小藍聯絡。
如月麻生
椿丘女子高等學園3年級學生，小名「小麻」。從小就很喜歡可愛的女孩子，尤其喜歡瘦小的女孩子。個性有一點變態，但外表很帥氣。特徵為短髮、左眼眼角有一顆痣。家境富裕，個性從小就很囂張，所以沒什麼朋友。堅決不讓別人看到自己脆弱的一面，即使被欺負也不輕易落淚。在新生入學時對紅子一見鍾情，不時主動向紅子求愛，但被紅子拒絕。希望能以朋友的身分陪紅子一輩子，直到自己或紅子的生命到達盡頭為止。大學入學考試時考上外縣市的某大學。
樋渡杏
椿丘女子高等學園1年4班學生，小名「小杏」，黃色短髮加雙馬尾。與小藍及小楓住同一間寢室。志向是成為甜點師傅。原本對小紡沒有好感，認為小紡很難以與紅子以外的人相處；直到某日放學時遇到暴露狂，被小紡所救，轉而暗戀小紡。
珠實
椿丘女子高等學園3年級學生，小名「小珠」，是小麻的朋友，特徵為眼鏡、雙麻花辮、痲子臉。從小就是小麻的朋友，很清楚小麻的過去，所以一直陪著小麻，轉而暗戀小麻。
蒲田公子
椿丘女子高等學園2年級學生，是紅子與小紡的朋友。老家是一間寺廟。大學入學考試時考上某大學的佛學系。
有田
外校的男學生，撿到小楓遺失的學生手冊，親自還給小楓，因此對小楓一見鍾情。向小楓告白時把小楓抱住，被小楓覺得噁心，挨了小楓一拳以回絕，戀情尚未萌芽就告吹。

## 出版書籍
| 冊數 | 芳文社         | 芳文社                 | 尖端出版社     | 尖端出版社           |
| 冊數 | 發售日期       | ISBN                   | 發售日期       | EAN                  |
| ---- | -------------- | ---------------------- | -------------- | -------------------- |
| 1    | 2005年6月27日  | ISBN 978-4-8322-7541-6 | 2006年10月21日 | EAN 471-7702-20695-6 |
| 2    | 2006年8月28日  | ISBN 978-4-8322-7592-8 | 2007年4月12日  | EAN 471-7702-20761-8 |
| 3    | 2006年12月27日 | ISBN 978-4-8322-7610-9 | 2007年6月16日  | EAN 471-7702-20902-5 |

新裝版
| 冊數 | 芳文社        | 芳文社                 |
| 冊數 | 發售日期      | ISBN                   |
| ---- | ------------- | ---------------------- |
| 上   | 2011年4月12日 | ISBN 978-4-8322-4018-6 |
| 下   | 2011年4月12日 | ISBN 978-4-8322-4019-3 |

## 外部連結
- ◆◆袴田戲画◆◆ （页面存档备份，存于）（袴田米良官方網站）（日語）
- 最後的制服（漫畫）在動畫新聞網百科全書中的資料（英文）